# Tomasz Wróbel
Pour les articles homonymes, voir Wróbel.
Tomasz Wróbel, né le 10 juillet 1982 à Tarnów, est un footballeur polonais. Il est milieu de terrain.

## Carrière
- 1999-2005 :  Rozwój Katowice
- 2005-2006 :  Górnik Polkowice
- 2006-2012 :  GKS Bełchatów
- 2013-2014 :  GKS Katowice
- depuis 2014 :  Rozwój Katowice

### Palmarès
- Finaliste de la Coupe de la Ligue polonaise : 2007
- Finaliste de la Supercoupe de Pologne : 2007